# Sjenica
Sjenica (serbocroata cirílico: Сјеница) es un municipio y villa de Serbia perteneciente al distrito de Zlatibor.
En 2011 su población era de 26 392 habitantes, de los cuales 14 060 vivían en la villa y el resto en las 100 pedanías del municipio. La mayoría de los habitantes del municipio son bosníacos (19 498 habitantes), con minorías de serbios (5264 habitantes) y musulmanes (1234 habitantes).
Se ubica en la región histórica del Sandžak, unos 40 km al oeste de Novi Pazar.

## Pedanías
| - Aliveroviće - Bagačiće - Bare - Bačija - Bioc - Blato - Boguti - Božov Potok - Boljare - Borišiće - Boroviće - Breza - Brnjica - Buđevo - Vapa | - Veskoviće - Visočka - Višnjeva - Višnjice - Vrapci - Vrbnica - Vrsjenice - Goluban - Gornje Lopiže - Goševo - Grabovica - Gradac - Grgaje - Doliće - Donje Goračiće | - Donje Lopiže - Dragojloviće - Draževiće - Družiniće - Dubnica - Duga Poljana - Dujke - Dunišiće - Žabren - Žitniće - Zabrđe - Zaječiće - Zahumsko - Jevik - Jezero | - Kalipolje - Kamešnica - Kanjevina - Karajukića Bunari - Kijevci - Kladnica - Kneževac - Koznik - Kokošiće - Krajinoviće - Krivaja - Krnja Jela - Krstac - Krće - Lijeva Reka | - Ljutaje - Mašoviće - Medare - Međugor - Milići - Papiće - Petrovo Polje - Plana - Poda - Ponorac - Pralja - Raždaginja - Rasno - Raspoganče - Rastenoviće | - Raškoviće - Kradnik - Strajiniće - Stup - Sugubine - Sušica - Trešnjevica - Trijebine - Tuzinje - Tutiće - Uvac - Ugao - Ursule - Ušak | - Fijulj - Caričina - Cetanoviće - Crvsko - Crčevo - Čedovo - Čipalje - Čitluk - Šare - Štavalj - Šušure |

## Clima
| Parámetros climáticos promedio de Sjenica, Serbia (1981–2010, extremes 1961–2010) | Parámetros climáticos promedio de Sjenica, Serbia (1981–2010, extremes 1961–2010) | Parámetros climáticos promedio de Sjenica, Serbia (1981–2010, extremes 1961–2010) | Parámetros climáticos promedio de Sjenica, Serbia (1981–2010, extremes 1961–2010) | Parámetros climáticos promedio de Sjenica, Serbia (1981–2010, extremes 1961–2010) | Parámetros climáticos promedio de Sjenica, Serbia (1981–2010, extremes 1961–2010) | Parámetros climáticos promedio de Sjenica, Serbia (1981–2010, extremes 1961–2010) | Parámetros climáticos promedio de Sjenica, Serbia (1981–2010, extremes 1961–2010) | Parámetros climáticos promedio de Sjenica, Serbia (1981–2010, extremes 1961–2010) | Parámetros climáticos promedio de Sjenica, Serbia (1981–2010, extremes 1961–2010) | Parámetros climáticos promedio de Sjenica, Serbia (1981–2010, extremes 1961–2010) | Parámetros climáticos promedio de Sjenica, Serbia (1981–2010, extremes 1961–2010) | Parámetros climáticos promedio de Sjenica, Serbia (1981–2010, extremes 1961–2010) | Parámetros climáticos promedio de Sjenica, Serbia (1981–2010, extremes 1961–2010) |
| Mes                                                                               | Ene.                                                                              | Feb.                                                                              | Mar.                                                                              | Abr.                                                                              | May.                                                                              | Jun.                                                                              | Jul.                                                                              | Ago.                                                                              | Sep.                                                                              | Oct.                                                                              | Nov.                                                                              | Dic.                                                                              | Anual                                                                             |
| --------------------------------------------------------------------------------- | --------------------------------------------------------------------------------- | --------------------------------------------------------------------------------- | --------------------------------------------------------------------------------- | --------------------------------------------------------------------------------- | --------------------------------------------------------------------------------- | --------------------------------------------------------------------------------- | --------------------------------------------------------------------------------- | --------------------------------------------------------------------------------- | --------------------------------------------------------------------------------- | --------------------------------------------------------------------------------- | --------------------------------------------------------------------------------- | --------------------------------------------------------------------------------- | --------------------------------------------------------------------------------- |
| Temp. máx. abs. (°C)                                                              | 17.2                                                                              | 19.4                                                                              | 21.9                                                                              | 26.0                                                                              | 29.4                                                                              | 32.2                                                                              | 34.7                                                                              | 36.2                                                                              | 31.5                                                                              | 26.7                                                                              | 27.3                                                                              | 18.0                                                                              | 36.2                                                                              |
| Temp. máx. media (°C)                                                             | 1.5                                                                               | 3.0                                                                               | 7.4                                                                               | 12.2                                                                              | 17.6                                                                              | 21.0                                                                              | 23.3                                                                              | 23.7                                                                              | 19.1                                                                              | 14.8                                                                              | 8.1                                                                               | 2.6                                                                               | 12.9                                                                              |
| Temp. media (°C)                                                                  | -3.6                                                                              | -2.7                                                                              | 1.8                                                                               | 6.5                                                                               | 11.5                                                                              | 14.7                                                                              | 16.5                                                                              | 16.2                                                                              | 11.9                                                                              | 7.8                                                                               | 2.2                                                                               | -2.1                                                                              | 6.7                                                                               |
| Temp. mín. media (°C)                                                             | -8.2                                                                              | -7.5                                                                              | -3.0                                                                              | 1.2                                                                               | 5.2                                                                               | 8.1                                                                               | 9.5                                                                               | 9.4                                                                               | 6.1                                                                               | 2.4                                                                               | -2.4                                                                              | -6.1                                                                              | 1.2                                                                               |
| Temp. mín. abs. (°C)                                                              | -35.6                                                                             | -31.0                                                                             | -25.0                                                                             | -12.7                                                                             | -6.4                                                                              | -3.7                                                                              | -0.4                                                                              | -1.3                                                                              | -9.3                                                                              | -11.5                                                                             | -26.2                                                                             | -29.6                                                                             | -35.6                                                                             |
| Precipitación total (mm)                                                          | 46.3                                                                              | 47.4                                                                              | 46.4                                                                              | 55.7                                                                              | 71.5                                                                              | 79.1                                                                              | 66.9                                                                              | 62.0                                                                              | 75.6                                                                              | 62.4                                                                              | 74.1                                                                              | 62.2                                                                              | 749.5                                                                             |
| Días de precipitaciones (≥ 0.1 mm)                                                | 14                                                                                | 14                                                                                | 14                                                                                | 15                                                                                | 15                                                                                | 14                                                                                | 12                                                                                | 11                                                                                | 12                                                                                | 12                                                                                | 12                                                                                | 15                                                                                | 160                                                                               |
| Días de nevadas (≥ 1 mm)                                                          | 13                                                                                | 13                                                                                | 11                                                                                | 4                                                                                 | 0                                                                                 | 0                                                                                 | 0                                                                                 | 0                                                                                 | 0                                                                                 | 1                                                                                 | 7                                                                                 | 12                                                                                | 61                                                                                |
| Horas de sol                                                                      | 87.0                                                                              | 101.3                                                                             | 145.6                                                                             | 162.3                                                                             | 206.2                                                                             | 229.5                                                                             | 264.4                                                                             | 246.1                                                                             | 179.6                                                                             | 145.7                                                                             | 96.6                                                                              | 72.6                                                                              | 1936.8                                                                            |
| Humedad relativa (%)                                                              | 82                                                                                | 80                                                                                | 77                                                                                | 72                                                                                | 72                                                                                | 73                                                                                | 72                                                                                | 73                                                                                | 78                                                                                | 79                                                                                | 81                                                                                | 84                                                                                | 77                                                                                |
| Fuente: Republic Hydrometeorological Service of Serbia                            |                                                                                   |                                                                                   |                                                                                   |                                                                                   |                                                                                   |                                                                                   |                                                                                   |                                                                                   |                                                                                   |                                                                                   |                                                                                   |                                                                                   |                                                                                   |